# 2. Fußball-Bundesliga 2025-2026
La 2. Fußball-Bundesliga 2025-2026 è la 52ª edizione del secondo livello del campionato tedesco di calcio. La stagione è iniziata il 1º agosto 2025 e si concluderà il 17 maggio 2025.

## Stagione

### Novità
| Promosse dalla 3. Liga          | Retrocesse dalla Bundesliga | Promosse in Bundesliga | Retrocesse in 3. Liga |
| ------------------------------- | --------------------------- | ---------------------- | --------------------- |
| Arminia Bielefeld Dinamo Dresda | Holstein Kiel Bochum        | Colonia Amburgo        | Ulma Jahn Ratisbona   |

## Squadre partecipanti
| Club                   | Stagione | Città               | Stadio                         | Stagione precedente                 |
| ---------------------- | -------- | ------------------- | ------------------------------ | ----------------------------------- |
| Arminia Bielefeld      | dettagli | Bielefeld           | SchücoArena                    | 1º posto in 3. Liga, promossa       |
| Bochum                 | dettagli | Bochum              | Vonovia Ruhrstadion            | 18º posto in Bundesliga, retrocessa |
| Darmstadt              | dettagli | Darmstadt           | Stadion am Böllenfalltor       | 12º posto in 2.Bundesliga           |
| Dinamo Dresda          | dettagli | Dresda              | DDV-Stadion                    | 2º posto in 3. Liga, promossa       |
| Eintracht Braunschweig | dettagli | Braunschweig        | Eintracht-Stadion              | 16º posto in 2.Bundesliga           |
| Elversberg             | dettagli | Spiesen-Elversberg  | Waldstadion an der Kaiserlinde | 3º posto in 2.Bundesliga            |
| Fortuna Düsseldorf     | dettagli | Düsseldorf          | Merkur Spiel-Arena             | 6º posto in 2.Bundesliga            |
| Greuther Fürth         | dettagli | Fürth               | Sportpark Ronhof               | 13º posto in 2.Bundesliga           |
| Hannover 96            | dettagli | Hannover            | HDI-Arena                      | 9º posto in 2.Bundesliga            |
| Hertha Berlino         | dettagli | Berlino             | Olympiastadion                 | 11º posto in 2.Bundesliga           |
| Holstein Kiel          | dettagli | Kiel                | Holstein-Stadion               | 17º posto in Bundesliga, retrocessa |
| Kaiserslautern         | dettagli | Kaiserslautern      | Fritz-Walter-Stadion           | 7º posto in 2.Bundesliga            |
| Karlsruhe              | dettagli | Karlsruhe           | Wildparkstadion                | 8º posto in 2.Bundesliga            |
| Magdeburgo             | dettagli | Magdeburgo          | MDCC-Arena                     | 5º posto in 2.Bundesliga            |
| Norimberga             | dettagli | Norimberga          | Max-Morlock-Stadion            | 10º posto in 2.Bundesliga           |
| Paderborn              | dettagli | Paderborn           | Benteler-Arena                 | 4º posto in 2.Bundesliga            |
| Preußen Münster        | dettagli | Monaco di Vestfalia | Preußenstadion                 | 15º posto in 2.Bundesliga           |
| Schalke 04             | dettagli | Gelsenkirchen       | Veltins-Arena                  | 14º posto in 2.Bundesliga           |

## Allenatori

### Allenatori e primatisti
| Squadra                | Allenatore           | Calciatore più presente | Capocannoniere |
| ---------------------- | -------------------- | ----------------------- | -------------- |
| Arminia Bielefeld      | Michél Kniat         |                         |                |
| Bochum                 | Dieter Hecking       |                         |                |
| Darmstadt              | Florian Kohfeldt     |                         |                |
| Dinamo Dresda          | Thomas Stamm         |                         |                |
| Eintracht Braunschweig | Heiner Backhaus      |                         |                |
| Elversberg             | Vincent Wagner       |                         |                |
| Fortuna Düsseldorf     | Daniel Thioune       |                         |                |
| Greuther Fürth         | Thomas Kleine        |                         |                |
| Hannover 96            | Christian Titz       |                         |                |
| Hertha Berlino         | Stefan Leitl         |                         |                |
| Holstein Kiel          | Marcel Rapp          |                         |                |
| Kaiserslautern         | Torsten Lieberknecht |                         |                |
| Karlsruhe              | Christian Eichner    |                         |                |
| Magdeburgo             | Markus Fiedler       |                         |                |
| Norimberga             | Miroslav Klose       |                         |                |
| Paderborn              | Ralf Kettemann       |                         |                |
| Preußen Münster        | Alexander Ende       |                         |                |
| Schalke 04             | Miron Muslić         |                         |                |

## Classifica
Aggiornata al 10 agosto 2025
|  | Pos. | Squadra                | Pt | G | V | N | P | GF | GS | DR |
|  | ---- | ---------------------- | -- | - | - | - | - | -- | -- | -- |
|  | 1.   | Arminia Bielefeld      | 6  | 2 | 2 | 0 | 0 | 7  | 1  | +6 |
|  | 2.   | Darmstadt              | 6  | 2 | 2 | 0 | 0 | 5  | 1  | +4 |
|  | 3.   | Hannover 96            | 6  | 2 | 2 | 0 | 0 | 3  | 0  | +3 |
|  | 4.   | Eintracht Braunschweig | 6  | 2 | 2 | 0 | 0 | 4  | 2  | +2 |
|  | 5.   | Paderborn              | 4  | 2 | 1 | 1 | 0 | 3  | 2  | +1 |
|  | 6.   | Karlsruhe              | 4  | 2 | 1 | 1 | 0 | 3  | 2  | +1 |
|  | 7.   | Greuther Fürth         | 3  | 2 | 1 | 0 | 1 | 5  | 5  | 0  |
|  | 8.   | Magdeburgo             | 3  | 2 | 1 | 0 | 1 | 2  | 2  | 0  |
|  | 9.   | Schalke 04             | 3  | 2 | 1 | 0 | 1 | 2  | 2  | 0  |
|  | 10.  | Kaiserslautern         | 3  | 2 | 1 | 0 | 1 | 1  | 1  | 0  |
|  | 11.  | Bochum                 | 3  | 2 | 1 | 0 | 1 | 3  | 4  | -1 |
|  | 12.  | Elversberg             | 3  | 2 | 1 | 0 | 1 | 1  | 2  | -2 |
|  | 13.  | Preußen Münster        | 1  | 2 | 0 | 1 | 1 | 3  | 4  | -1 |
|  | 14.  | Hertha Berlino         | 1  | 2 | 0 | 1 | 1 | 1  | 2  | -1 |
|  | 15.  | Dinamo Dresda          | 0  | 2 | 0 | 0 | 2 | 3  | 5  | -2 |
|  | 16.  | Norimberga             | 0  | 2 | 0 | 0 | 2 | 0  | 2  | -2 |
|  | 17.  | Holstein Kiel          | 0  | 2 | 0 | 0 | 2 | 1  | 4  | -3 |
|  | 18.  | Fortuna Düsseldorf     | 0  | 2 | 0 | 0 | 2 | 1  | 7  | -6 |

## Spareggio promozione
Allo spareggio sono ammesse la sedicesima classificata in Fußball-Bundesliga e la terza classificata in 2. Fußball-Bundesliga.
|  | Risultati |  | Luogo e data |
|  | --------- |  | ------------ |
|  | -         |  |              |
|  | -         |  |              |
|  |           |  |              |

## Spareggio retrocessione
Allo spareggio retrocessione sono ammesse la sedicesima classificata in 2. Fußball-Bundesliga e la terza classificata in 3. Liga.
|  | Risultati |  | Luogo e data |
|  | --------- |  | ------------ |
|  | -         |  |              |
|  | -         |  |              |
|  |           |  |              |

## Risultati

### Tabellone
Ogni riga indica i risultati casalinghi della squadra segnata a inizio della riga, contro le squadre segnate colonna per colonna (che invece avranno giocato l'incontro in trasferta). Al contrario, leggendo la colonna di una squadra si avranno i risultati ottenuti dalla stessa in trasferta, contro le squadre segnate in ogni riga, che invece avranno giocato l'incontro in casa.
|                        | ARM  | BOC  | DAR  | DiD  | EiB  | ELV  | FoD  | GrF  | HAN  | HeB  | HoK  | KAI  | KAR  | MAG  | NOR  | PAD  | PrM  | SCH  |
| ---------------------- | ---- | ---- | ---- | ---- | ---- | ---- | ---- | ---- | ---- | ---- | ---- | ---- | ---- | ---- | ---- | ---- | ---- | ---- |
| Arminia Bielefeld      | –––– |      |      |      |      |      | 5-1  |      |      |      |      |      |      |      |      |      |      |      |
| Bochum                 |      | –––– |      |      |      | 2-0  |      |      |      |      |      |      |      |      |      |      |      |      |
| Darmstadt              |      | 4-1  | –––– |      |      |      |      |      |      |      |      |      |      |      |      |      |      |      |
| Dinamo Dresda          |      |      |      | –––– |      |      |      |      |      |      |      |      |      | 1-2  |      |      |      |      |
| Eintracht Braunschweig |      |      |      |      | –––– |      |      | 3-2  |      |      |      |      |      |      |      |      |      |      |
| Elversberg             |      |      |      |      |      | –––– |      |      |      |      |      |      |      |      | 1-0  |      |      |      |
| Fortuna Düsseldorf     |      |      |      |      |      |      | –––– |      | 0-2  |      |      |      |      |      |      |      |      |      |
| Greuther Fürth         |      |      |      | 3-2  |      |      |      | –––– |      |      |      |      |      |      |      |      |      |      |
| Hannover 96            |      |      |      |      |      |      |      |      | –––– |      |      | 1-0  |      |      |      |      |      |      |
| Hertha Berlino         |      |      |      |      |      |      |      |      |      | –––– |      |      | 0-0  |      |      |      |      |      |
| Holstein Kiel          | 0-2  |      |      |      |      |      |      |      |      |      | –––– |      |      |      |      |      |      |      |
| Kaiserslautern         |      |      |      |      |      |      |      |      |      |      |      | –––– |      |      |      |      |      | 1-0  |
| Karlsruhe              |      |      |      |      |      |      |      |      |      |      |      |      | –––– |      |      |      | 3-2  |      |
| Magdeburgo             |      |      |      |      | 0-1  |      |      |      |      |      |      |      |      | –––– |      |      |      |      |
| Norimberga             |      |      | 0-1  |      |      |      |      |      |      |      |      |      |      |      | –––– |      |      |      |
| Paderborn              |      |      |      |      |      |      |      |      |      |      | 2-1  |      |      |      |      | –––– |      |      |
| Preußen Münster        |      |      |      |      |      |      |      |      |      |      |      |      |      |      |      | 1-1  | –––– |      |
| Schalke 04             |      |      |      |      |      |      |      |      |      | 2-1  |      |      |      |      |      |      |      | –––– |

## Statistiche

### Squadre

#### Capoliste solitarie
|    | —— | —— | —— | —— | —— | —— | —— | —— | ——  | ——  | ——  | ——  | ——  | ——  | ——  | ——  | ——  | ——  | ——  | ——  | ——  | ——  | ——  | ——  | ——  | ——  | ——  | ——  | ——  | ——  | ——  | ——  | ——  | —— |  |
|    |    |    |    |    |    |    |    |    |     |     |     |     |     |     |     |     |     |     |     |     |     |     |     |     |     |     |     |     |     |     |     |     |     |    |  |
|    |    |    |    |    |    |    |    |    |     |     |     |     |     |     |     |     |     |     |     |     |     |     |     |     |     |     |     |     |     |     |     |     |     |    |  |
|    |    |    |    |    |    |    |    |    |     |     |     |     |     |     |     |     |     |     |     |     |     |     |     |     |     |     |     |     |     |     |     |     |     |    |  |
| 1ª | 2ª | 3ª | 4ª | 5ª | 6ª | 7ª | 8ª | 9ª | 10ª | 11ª | 12ª | 13ª | 14ª | 15ª | 16ª | 17ª | 18ª | 19ª | 20ª | 21ª | 22ª | 23ª | 24ª | 25ª | 26ª | 27ª | 28ª | 29ª | 30ª | 31ª | 32ª | 33ª | 34ª |    |  |

### Individuali

#### Classifica marcatori
| Gol |  |  | Giocatore    | Squadra        |
| --- |  |  | ------------ | -------------- |
| 3   |  |  | Isac Lidberg | Darmstadt      |
| 2   |  |  | Noel Futkeu  | Greuther Fürth |